# Timrå IK
Timrå IK je švedski hokejski klub iz mesta Timrå, ki je bil ustanovljen leta 1928 pod imenom Östrands IF. 

## Upokojene številke
- 5 - Lennart Svedberg